# Uładzisłau Dawyskiba
Uładzisłau Siarhiejewicz Dawyskiba (biał. Уладзіслаў Сяргеевіч Давыскіба; ur. 31 marca 2001 w Żłobinie) – białoruski siatkarz, grający na pozycji przyjmującego. 
Pierwszy w jego karierze zawodowej był klub ze stolicy Białorusi – Stroitiel Mińsk. W letnim okresie transferowym w 2020 roku przeniósł się do Włoch do klubu Vero Volley Monza, gdyż chciał wraz z żoną Hanną grać w tym samym mieście. Jego małżonka od sezonu 2020/2021 występuje w drużynie Saugella Monza.

## Sukcesy klubowe
Superpuchar Białorusi:
- 2017[4]

Puchar Białorusi:
- 2017

Liga białoruska:
- 2018, 2019, 2020

Puchar CEV:
- 2022[5]

## Nagrody indywidualne
- 2022: MVP finału Pucharu CEV[5]